# Jordspætte
Jordspætte (latin: Geocolaptes olivaceus) er en fugleart, der lever i det sydlige Afrika (Lesotho, Sydafrika og Swaziland).